# Fazio degli Uberti
Fazio degli Uberti (* um 1309 in Pisa; † um 1367 in Verona) war ein Dichter der italienischen Renaissance. In seinem Reiseroman Dittamondo, der sich stilistisch an Dantes Divina Commedia anlehnt, beschreibt Fazio die römischen Altertümer Italiens und ihre ruhmreiche Geschichte.